# اوماندوکورو

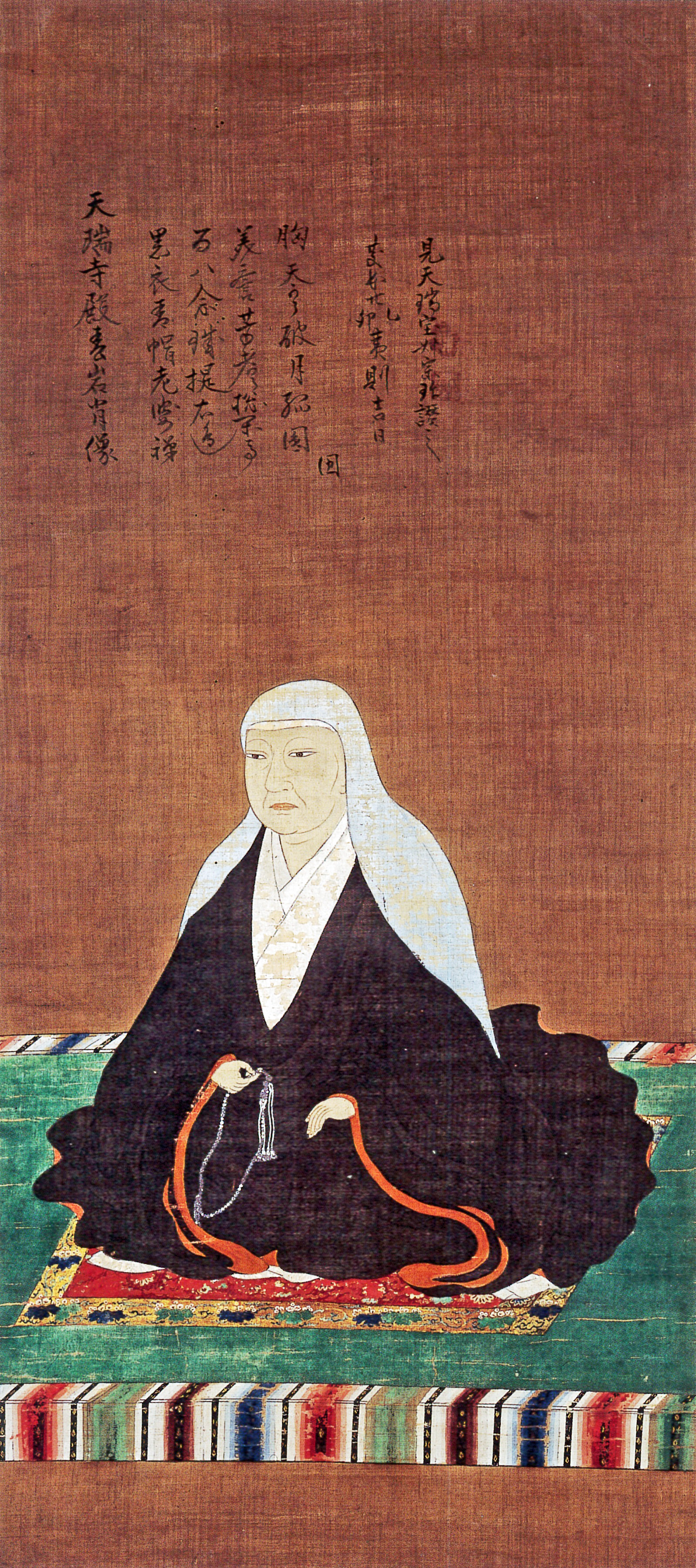

اُوماندُوکُورُو (به ژاپنی: 大政所 おおまんどころ Omandokoro) (۱۵۱۶–۱۵۹۲) مادر تویوتومی هیده‌یوشی بود. این عنوان از طرف امپراتور ژاپن به او اعطا شد. نام اصلی او ناکا (به ژاپنی: 仲 なか) بود.